# Falcó berigora
El falcó berigora o falcó bru australià (Falco berigora) és una espècie d'ocell rapinyaire de la família dels falcònids (Falconidae) que habita variats medis, incloent les terres de conreu, del centre i est de Nova Guinea, Austràlia, Tasmània i algunes illes del Pacífic. El seu estat de conservació es considera de risc mínim.

## Ocell propagador del foc
A les sabanes tropicals austràlianes està documentat que el falcó berigora i altres espècies de rapinyaires, com el milà negre i el milà xiulador, poden actuar com a propagadors intencionals del foc en època d'incendis forestals, per tal de facilitar la seva activitat cinegètica. Aquest comportament consistiria en traslladar troncs de fusta o flocs d'herba encesa, des d'àrees on s'està produint la ignició cap a àrees properes, cercant d'atrapar preses expulsades pels incendis. Els aborígens australians tenen coneixement ecològic tradicional d'aquest fet des de fa molt de temps, el qual està incorporat fins i tot en la seva mitologia.